# Temple du Colosse
Le temple du Colosse est un important temple hindouiste de l'île de La Réunion, dans la commune de Saint-André. Il doit son nom au quartier où il se trouve, Le Colosse.

## Histoire
Le temple original du XIXe siècle, attenant à l’usine sucrière du Colosse, a disparu.
Aujourd’hui un autre temple plus grand dédié à Pandialé, a été construit sur le même emplacement par des artisans venus de Madras.
Il est très courant de trouver à proximité des usines sucrières des temples hindous. 
De nombreux travailleurs indiens sont en effet engagés, à partir de la seconde moitié du XIXe siècle, sur les domaines sucriers principalement dans la région Est de l’île.
La localisation des édifices du culte coïncide ainsi avec les lieux de production du sucre, ce petit temple fait partie de ces chapelles.
Le temple du Colosse a été construit en 1991 sur l’emplacement d’un temple précédent à proximité de l’usine de Nicole Robinet de La Serve.
Koylou Siva Soupramanien, grand temple associatif à tour trapézoïdale typique du Sud de l’Inde.
Un premier temple fut construit en 1900, plusieurs fois agrandi et aménagé depuis.
Le 13 août 2012, l'acte de propriété du temple est officiellement signé et appartient à l'association Pandialee du Colosse. Le temple était auparavant la propriété de la société sucrière Quartier-Français. Le 14 avril 2023, jour de l'An tamoul 5 124, une stèle dans la cour du temple a été inaugurée afin de graver dans le marbre cette acquisition. 

## Architecture
De forme oblongue sur le modèle des temples du sud de l’Inde, il est dédié à Pandialé.
La décoration polychrome est due  à des artistes venu spécialement de Madras.

## Célébrations
La première cérémonie de l'année, le 1er janvier est dédiée à la déesse Pandialé, puis Mariamen en mai et en juillet, plusieurs cérémonies sont dédiées à la déesse Karly.

## Règles
Pour pénétrer dans ce lieu du culte, il est nécessaire de respecter certaines règles, telles que se déchausser à l’entrée, ne pas fumer et ne pas porter d’accessoires en cuir.

## Annexe